# Тутино, Марко
Марко Тутино (итал. Marco Tutino; род. 30 мая 1954, Милан) — итальянский композитор.

## Биография
Учился в Миланской консерватории у Джакомо Манцони (окончил в 1982 году).
Признаётся одним из лидеров итальянского музыкального неоромантизма. Написал более десятка опер, первой из которых была опера «Пиноккио» (1985). В 1990 году к столетию оперы «Сельская честь» Пьетро Масканьи создал оперу «Волчица», при этом оба сочинения написаны по произведениям одного писателя — Джованни Верги. Среди других опер — Жизнь (Vita, по пьесе Маргарет Эдсон «Остроумие», 2002), Чувство (по одноимённой новелле Камилло Бойто, 2012), Чочара (по одноимённому роману Альберто Моравиа, 2015).
Помимо опер автор симфонических сочинений, балета «Ричард III» и других произведений.
В 2002—2006 годах был художественным руководителем туринского «Театра Реджо». В 2006—2011 годах был директором и художественным руководителем «Муниципального театра Болоньи».